# 제41회 일본 중의원 의원 총선거
제41회 중의원의원 총선거는 1996년(헤이세이 8년) 10월 20일에 행해진 일본의 중의원의원 총선거이다. 이번 선거부터 중선거구제 대신 소선거구와 비례대표 병립제가 도입되었다. 또, 이번 선거에서는 제1야당 신진당이 정권 교체를 목표로 활동했고, 실제 야권이 중의원의원 정수의 과반수를 넘는 후보자를 확보했지만 자민당이 사민당, 신당 사끼가께와 연립내각을 구성하며 다시 정권을 차지하였다.

## 개설
당시는 인터넷이 일반적으로 보급되기 시작했던 시기였다. 인터넷을 선거 활동에 이용하는 것을 선거법으로 금지하고 있는 규정을 개정해야 하는지 문제가 되었다.

## 선거 데이터

### 해산일
- 1996년(헤이세이 8년) 9월 27일

### 해산명
- 소선거구 해산

### 공시일
- 1996년(헤이세이 8년) 10월 8일

### 투표일
- 1996년(헤이세이 8년) 10월 20일

### 개선수
- 500 의석(전회보다 11 의석 감소)

소선거구：300 의석
비례 대표：200 의석

### 선거 제도
- 소선거구 비례 대표 병립제

소선거구：선거구에서 최다 득표를 얻은 후보가 당선.
비례 대표：정당 득표에 따라 각 당에 비례배분.

### 후보자수
| 당파           | 후보 자 수 | 소선거 거구 | 비례 대표 | 비례 대표 | 비례 대표 | 선거전 세력 |
| 당파           | 후보 자 수 | 소선거 거구 | 합계      | (중복)    | 단독      | 선거전 세력 |
| -------------- | ---------- | ----------- | --------- | --------- | --------- | ----------- |
| 자유민주당     | 355        | 288         | 327       | (260)     | 67        | 211         |
| 신진당         | 361        | 235         | 133       | (7)       | 126       | 160         |
| 민주당         | 161        | 143         | 159       | (141)     | 18        | 52          |
| 사회민주당     | 48         | 43          | 48        | (43)      | 5         | 30          |
| 일본공산당     | 321        | 299         | 53        | (31)      | 22        | 15          |
| 신당 사키가케  | 15         | 13          | 11        | (9)       | 2         | 9           |
| 민주 개혁 연합 | 2          | 2           | 1         | (1)       | 0         | 2           |
| 자유 연합      | 88         | 88          | 50        | (50)      | 0         | 2           |
| 신사회당       | 39         | 37          | 26        | (24)      | 2         | 2           |
| 제파           | 28         | 28          | 0         | -         | 0         | 0           |
| 무소속         | 85         | 85          | -         | -         | -         | 10          |
| 합계           | 1,503      | 1,261       | 808       | (566)     | 242       | 493         |

출처(소)：아사히 신문 선거 본부편 「아침해 선거 대관 제 41회 중의원 총선거 제 17회 참의원 통상 선거」(아사히 신문　1997년), 105페이지의 겉(표) 「당파별의 후보자수」.
- 공산당이 후보를 내지 않은 소선거구(공산 공백구)는 '오키나와현 제2구'이며, 오키나와 사회 대중당의 나카모토 야스이치를 후보로 추천하였다.

### 동일 실시의 선거등
- 제17회 최고재판소 재판관 국민 심사
- 시즈오카현 사쿠마쵸의회 의원 선거
- 시즈오카 현 텐류우시의회 의원 선거
- 아이치현 오카자키시의회 의원 선거(이 선거로, 지방 의회 첫민주당의원이 탄생했다)

## 주된 쟁점
- 소비세 증세의 시비
- 행정개혁, 재정 구조 개혁

## 정국
- 자유민주당, 신진당의 양자 대결 구도 속 정권교체 여부
- 제3정당 민주당의 창당과 민주당을 둘러싼 자유민주당과 신진당의 배제

## 선거 결과

### 투표율
처음으로 60%를 밑도는 저조한 투표율을 보였다. 전회 선거(1993년)는 41회 중의원 총선거 이전까지의 투표율로는 가장 낮은 67.26%였지만, 41회 중의원의원 총선거는 전회의 총선거 투표율에 크게 못 미쳤다.
당일 유권자수：97,680,719명
- 소선거구：58,262,930명 59.65%
- 비례구：58,239,414명 59.62%

출처(소)：상게서, 125페이지의 겉(표) 「전후의 총선거의 기록」보다.

### 의석수
|                   |                   |            |        |        |            |          |          |      |      |
| 정당              | 정당              | 지역구     | 지역구 | 지역구 | 비례대표   | 비례대표 | 비례대표 | 의석 | 의석 |
| 정당              | 정당              | 득표수     | %      | ±      | 득표수     | %        | ±        | 의석 | ±    |
|                   | 자유민주당        | 21,836,096 | 38.63  | 169    | 18,205,955 | 32.76    | 70       | 239  | +16  |
|                   | 사회민주당        | 1,240,649  | 2.19   | 4      | 3,547,240  | 6.38     | 11       | 15   | –55  |
|                   | 신당 사키가케     | 727,644    | 1.29   | 2      | 582,093    | 1.05     | 0        | 2    | –11  |
| 여당              | 여당              | 23,804,389 | 42.11  | 175    | 22,335,288 | 40.19    | 81       | 256  | –50  |
|                   | 신진당            | 15,812,326 | 27.97  | 96     | 15,580,053 | 28.04    | 60       | 156  | –4   |
|                   | 민주당            | 6,001,666  | 10.62  | 17     | 8,949,190  | 16.10    | 35       | 52   | +52  |
|                   | 일본 공산당       | 7,096,766  | 12.55  | 2      | 7,268,743  | 13.08    | 24       | 26   | +11  |
|                   | 기타              | 1,304,465  | 2.30   | 1      | 1,435,921  | 2.58     | 0        | 1    | +1   |
|                   | 무소속            | 2,508,810  | 4.44   | 9      |            |          |          | 9    | –21  |
| 유효              | 유효              | 56,528,422 | 97.02  |        | 55,569,195 | 95.42    |          |      |      |
| 기권/무효         | 기권/무효         | 1,734,508  | 2.98   |        | 2,670,219  | 4.58     |          |      |      |
| 합계              | 합계              | 58,262,930 | 100    | 300    | 58,239,414 | 100      | 200      | 500  | –11  |
|                   |                   |            |        |        |            |          |          |      |      |
| 등록유권자/투표율 | 등록유권자/투표율 | 97,680,719 | 59.65  |        | 97,680,719 | 59.62    |          |      |      |

- 선거전의 의원 정수는 511 의석(중선거구제)였지만, 소선거구 300 의석, 비례대표 200 의석이 되어 11 의석이 삭감되었다.
- 득표수에 관한 출전
  - 통계국 홈 페이지/제27장 공무원·선거
  - 제41회 중의원의원 총선거 결과

선거전으로 4명 있던 제파의 의원은 자유연합 2명, 신사회당 2명이지만, 양당 모두 입후보자 전원이 낙선했다.
| 당파           | 합계 | 소선거구 | 소선거구 | 소선거구 | 소선거구 | 소선거구 | 비례 대표 | 비례 대표 | 비례 대표 | 비례 대표 | 비례 대표 | 비례 대표 |
| 당파           | 합계 | 계       | 전       | 원       | 신       | 녀       | 계        | 전        | 원        | 신        | 녀        | (부활)    |
| -------------- | ---- | -------- | -------- | -------- | -------- | -------- | --------- | --------- | --------- | --------- | --------- | --------- |
| 자유민주당     | 239  | 169      | 126      | 11       | 32       | 2        | 70        | 50        | 3         | 17        | 2         | (32)      |
| 신진당         | 156  | 96       | 70       | 6        | 20       | 3        | 60        | 41        | 3         | 16        | 5         | (2)       |
| 민주당         | 52   | 17       | 10       | 3        | 4        | 0        | 35        | 20        | 2         | 13        | 3         | (25)      |
| 일본공산당     | 26   | 2        | 2        | 0        | 0        | 0        | 24        | 12        | 7         | 5         | 4         | (16)      |
| 사회민주당     | 15   | 4        | 4        | 0        | 0        | 1        | 11        | 7         | 0         | 4         | 2         | (9)       |
| 신당 사키가케  | 2    | 2        | 2        | 0        | 0        | 0        | 0         | 0         | 0         | 0         | 0         | (0)       |
| 민주 개혁 연합 | 1    | 1        | 1        | 0        | 0        | 0        | 0         | 0         | 0         | 0         | 0         | (0)       |
| 무소속         | 9    | 9        | 4        | 1        | 4        | 1        | -         | -         | -         | -         | -         | -         |
| 합계           | 500  | 300      | 219      | 21       | 60       | 7        | 200       | 130       | 15        | 55        | 16        | (84)      |

출처(소)：상게서, 106페이지의 겉(표) 「당파 별당 선자의 내역」.비례 대표구의 것(부활)은 소선거구에서는 낙선했지만 비례구로 부활 당선한 당선자수.
선거 직전에 창당한 민주당은 이변을 일으키는 일 없이 중의원 해산 당시의 세력을 유지하는 것에 머물렀다. 또, 사민당은 개선전의 30 의석을 크게 밑도는 15 의석으로 참패했다. 신당 사끼가께도 9 의석에서 2 의석으로 줄어드는 대패를 당했다. 자민당은 239 의석으로 늘어났지만, 과반수에는 이르지 않았기 때문에 사민·신당 사끼가께와의 연립 정권은 유지했다. 그러나, 사민당과 신당 사끼가께가 내각에는 참여하지 않아, 내각 구성은 자민당 단독으로 이루어졌다.
자민당은 단독 과반수 회복을 위해 신진당 의원 빼내기를 진행시켰다. 야당의원 빼내기와 보궐 선거의 승리를 통해, 1997년 9월 5일에는 새로 총선거를 치르지 않고도 과반수를 회복해 제42회 총선거 직전에는 32 의석이 증가한 271 의석이 되었다. 이러한 야당의원 빼내기는, 전회의 1993년 제40회 총선거 때부터 성행하여, 야당에서 여당으로 이적하는 의원에 대한 비판도 많이 일어났다. 이 때문에 제42회 총선거 이후로는, 정당 소속으로 당선된 비례대표 의원들에게 한정해 같은 비례대표구에 입후보했던 타당으로의 이적이 금지되었다(탈당해 무소속이 되는 것을 금지하는 것으로, 소속된 당이 재창당되거나 다른 당과 합당되어 당적이 바뀌는 것은 가능).
신진당은 4 의석 감소한 156 의석을 얻었다. 이에 신진당의 장래를 비관한 일부 의원들이 자민당의 의원 빼내기에 응하여 자민당으로 이적했다. 그리고, 하타 쓰토무 등의 의원들이 태양당을 창당하여 분열로 이어지게 된다.
공산당은 사민당에게 실망한 좌파 지지자들의 표를 대거 흡수하여, 11 의석 증가한 26 의석을 획득했다.

### 정당
- 자유민주당 - 239 의석

총재
하시모토 류타로
간사장
카토 코이치
총무회장
시오카와 마사주로
정무 조사회장
야마자키 타쿠
국회 대책 위원장
무라오카 카네조
참의원의원 회장
사카노 시게노부

#### 파벌
- 키요카즈회(미츠카파)：60명
- 굉지회(미야자와파)：54명
- 정책 과학 연구소( 구와타나베파)：54명
- 헤이세이 연구회(오부치파)：46명
- 신정 연구회(가와모토파)：18명
- 무소속벌:11인

- 사회민주당 - 15 의석

당수
도이 다카코
부당수
이가라시광3
우에하라 야스시조
노사카코겐
쿠보 와타루
간사장
이토 시게루
정책 심의회장
타카가와 가즈오
원내총무 회장
아키바 타다시리
참의원의원 회장
쿠사카베 키요코
- 신당 사키가케 - 2 의석

대표
이데 쇼이치
간사장
 소노다 히로유키
총무회장(겸원내 간사)
미하라조언
정책 조사회장
토카이 키사부로
참의원의원 회장
도모토 아키코
- 신진당 - 156 의석

당수
오자와 이치로
부당수
 와타나베 코조
 하타 사카에 지로
 요네자와륭
간사장
 니시오카 타케오
총무회장
간자키 다케노리
정책 심의회장
노다 타케시
국회 대책 위원장
나카노 칸세이
참의원의원 회장
하야시 히로코
최고고문
가이후 도시키
- 민주당 - 52 의석

대표(국회 대표)
간 나오토
대표(당대표)
하토야마 유키오
부대표
 오카자키 토미코
하토야마 구니오
야마하나 사다오
요코미치 타카히로
정책 조사회장
야나세 스스무
국회 대책 위원장
아카마쓰 히로타카
참의원의원 회장
스가노 히사미츠
- 일본공산당 - 26 의석

의장
미야모토 겐지
위원장
후와 테츠조
부위원장
카네코 미츠루광
마츠모토 젠메이
야마하라 켄지로우
서기국장
시이 카즈오
정책 위원회 책임자
청도홍
국회 대책 위원장
테라마에 겐
참의원의원 단장
타치키 히로시
- 민주 개혁 연합 - 1 의석

대표
사사노 테이코

## 의원

### 이 선거로 소선거구 당선
자민당   신진당   민주당   공산당   사민당   신당 사키가케   제파   무소속 
| 홋카이도   | 1구  | 요코미치 타카히로 | 2구  | 오사나이 쥰이치      | 3구  | 이시자키 가쿠        | 4구  | 사토 시즈오         | 5구  | 마치무라 노부타카 | 홋카이도        |
| 홋카이도   | 6구  | 사사키 히데노리   | 7구  | 카네타 에이코우      | 8구  | 하치로 요시오        | 9구  | 하토야마 유키오     | 10구 | 코다이라 타다마사 | 홋카이도        |
| 홋카이도   | 11구 | 나카가와 쇼이치   | 12구 | 타케베 츠토무        | 13구 | 키타무라 나오토      |      |                     |      |                   | 홋카이도        |
| 아오모리현 | 1구  | 츠시마 유지       | 2구  | 에토 사토시덕        | 3구  | 오시마 다다모리      | 4구  | 키무라 타로         |      |                   | 토호쿠          |
| 이와테현   | 1구  | 닷소 다쿠야       | 2구  | 스즈키 슌이치        | 3구  | 사사키 요헤          | 4구  | 오자와 이치로       |      |                   | 토호쿠          |
| 미야기현   | 1구  | 아이치 카즈오     | 2구  | 나카노 마사시        | 3구  | 미츠즈카 히로시      | 4구  | 이토 소이치로       | 5구  | 아즈미 쥰         | 토호쿠          |
| 미야기현   | 6구  | 키쿠치 후쿠지로우 |      |                      |      |                      |      |                     |      |                   | 토호쿠          |
| 아키타현   | 1구  | 사토 타카오       | 2구  | 노로타 호세이        | 3구  | 무라오카 카네조      |      |                     |      |                   | 토호쿠          |
| 야마가타현 | 1구  | 카노 미치히코     | 2구  | 엔도 타케히코        | 3구  | 치카오카 리이치로    | 4구  | 카토 코이치         |      |                   | 토호쿠          |
| 후쿠시마현 | 1구  | 사토 타츠오       | 2구  | 네모토 타쿠미        | 3구  | 아라이 히로유키      | 4구  | 와타나베 코조       | 5구  | 사카모토 고우지   | 토호쿠          |
| 이바라키현 | 1구  | 아카기 노리히코   | 2구  | 금액 축하 후쿠시로우 | 3구  | 나카야마 토시오      | 4구  | 카지야마 세이로쿠   | 5구  | 츠카하라 준뻬이   | 키타칸토        |
| 이바라키현 | 6구  | 니와 유우야       | 7구  | 나카무라 키시로우    |      |                      |      |                     |      |                   | 키타칸토        |
| 도치기현   | 1구  | 후나다 겐         | 2구  | 니시카와 코우야      | 3구  | 와타나베 요시미      | 4구  | 사토 츠토무         | 5구  | 모테기 토시미츠   | 키타칸토        |
| 군마현     | 1구  | 오미 코지         | 2구  | 사사가와 타카시      | 3구  | 야츠 요시오          | 4구  | 후쿠다 야스오       | 5구  | 오부치 게이조     | 키타칸토        |
| 사이타마현 | 1구  | 마츠나가 히카루   | 2구  | 이시다 카츠유키      | 3구  | 이마이 히로시        | 4구  | 우에다 키요시       | 5구  | 후쿠나가 노부히코 | 키타칸토        |
| 사이타마현 | 6구  | 와카마츠 카네시게 | 7구  | 나카노 키요시        | 8구  | 나미키 마사요시      | 9구  | 오오노 마츠시게     | 10구 | 야마구치 타이메이 | 키타칸토        |
| 사이타마현 | 11구 | 카토 타카시2      | 12구 | 마스다 토시오        | 13구 | 츠치야 시나코        | 14구 | 미츠바야시 타카시   |      |                   | 키타칸토        |
| 지바현     | 1구  | 우스이 히데오     | 2구  | 에구치 카즈오        | 3구  | 오카지마 마사유키    | 4구  | 타나카 쇼우이치     | 5구  | 타나카 코우       | 미나미칸토      |
| 지바현     | 6구  | 와타나베 히로미치 | 7구  | 마츠모토 카즈나      | 8구  | 사쿠라다 요시타카    | 9구  | 지츠카와 유키오     | 10구 | 하야시 모토오     | 미나미칸토      |
| 지바현     | 11구 | 모리 에이스케     | 12구 | 하마다 야스카즈      |      |                      |      |                     |      |                   | 미나미칸토      |
| 가나가와현 | 1구  | 마츠모토 쥰       | 2구  | 스가 요시히데        | 3구  | 니시카와 사토루 수컷 | 4구  | 이이지마 타다요시   | 5구  | 타나카 케이슈     | 미나미칸토      |
| 가나가와현 | 6구  | 이케다 모토히사   | 7구  | 스즈키 츠네오        | 8구  | 나카다 히로시        | 9구  | 마츠자와 시게후미   | 10구 | 나가이 에이지     | 미나미칸토      |
| 가나가와현 | 11구 | 고이즈미 준이치로 | 12구 | 사쿠라이욱3          | 13구 | 부택독굉             | 14구 | 후지이 히로히사     | 15구 | 고노 다로         | 미나미칸토      |
| 가나가와현 | 16구 | 카메이 요시유키   | 17구 | 고노 요헤이          |      |                      |      |                     |      |                   | 미나미칸토      |
| 야마나시현 | 1구  | 나카오 에이치     | 2구  | 호리우치 미츠오      | 3구  | 요코우치 쇼메이      |      |                     |      |                   | 미나미칸토      |
| 도쿄도     | 1구  | 요사노 가오루     | 2구  | 하토야마 구니오      | 3구  | 쿠리모토 신이치로우  | 4구  | 아라이쇼케이        | 5구  | 코스기 타카시     | 도쿄            |
| 도쿄도     | 6구  | 이와쿠니 테츤도   | 7구  | 카스야무             | 8구  | 이시하라 노부테루    | 9구  | 요시다 코이치       | 10구 | 고바야시 코키     | 도쿄            |
| 도쿄도     | 11구 | 시모무라 하쿠분   | 12구 | 야시로 에이타        | 13구 | 카모시타 이치로      | 14구 | 니시카와 타이이치로 | 15구 | 카기자와 코우지   | 도쿄            |
| 도쿄도     | 16구 | 시마무라의신      | 17구 | 히라사와 카츠에이    | 18구 | 간 나오토            | 19구 | 스에마츠 요시노리   | 20구 | 오노 유리코       | 도쿄            |
| 도쿄도     | 21구 | 야마모토 조오지   | 22구 | 이토 다쓰야          | 23구 | 이토 코스케          | 24구 | 고바야시 타몬       | 25구 | 이시카와 요조     | 도쿄            |
| 니가타현   | 1구  | 요시다 로쿠자에몬 | 2구  | 사쿠라이 아라타      | 3구  | 이나바 야마토        | 4구  | 쿠리하라 히로히사   | 5구  | 타나카 마키코     | 호쿠리쿠 신에츠 |
| 니가타현   | 6구  | 타카토리 오사무   |      |                      |      |                      |      |                     |      |                   | 호쿠리쿠 신에츠 |
| 도야마현   | 1구  | 나가세 진엔       | 2구  | 주히로시             | 3구  | 와타누키 타미스케    |      |                     |      |                   | 호쿠리쿠 신에츠 |
| 이시카와현 | 1구  | 오쿠다 요시카즈   | 2구  | 모리 요시로          | 3구  | 가와라 쓰토무        |      |                     |      |                   | 호쿠리쿠 신에츠 |
| 후쿠이현   | 1구  | 사사키 류3        | 2구  | 마키노 타카모리      | 3구  | 츠지 카즈히코        |      |                     |      |                   | 호쿠리쿠 신에츠 |
| 나가노현   | 1구  | 코사카 켄지       | 2구  | 무라이 진            | 3구  | 하타 쓰토무          | 4구  | 오가와 겐           | 5구  | 미야시타 소헤이   | 호쿠리쿠 신에츠 |
| 기후현     | 1구  | 노다 세이코       | 2구  | 타나하시 야수후미    | 3구  | 무토 카분            | 4구  | 후지이 타카오       | 5구  | 후루야 케이지     | 토카이          |
| 시즈오카현 | 1구  | 대규모 요시노리   | 2구  | 하라다 쇼조          | 3구  | 야나기사와 하쿠오    | 4구  | 모치즈키 요시오     | 5구  | 사이토 토시츠구   | 토카이          |
| 시즈오카현 | 6구  | 와타나베 슈       | 7구  | 키베 요시아키        | 8구  | 키타와키 야스유키    | 9구  | 쿠마가이 히로시     |      |                   | 토카이          |
| 아이치현   | 1구  | 카와무라 타카시   | 2구  | 아오키 히로유키      | 3구  | 요시다 유키히로      | 4구  | 미사와 쥰           | 5구  | 아카마쓰 히로타카 | 토카이          |
| 아이치현   | 6구  | 쿠사카와 쇼우조우 | 7구  | 아오야마 언덕        | 8구  | 쿠노 토우이치로우    | 9구  | 가이후 도시키       | 10구 | 에자키철마        | 토카이          |
| 아이치현   | 11구 | 이토 에이세이     | 12구 | 스기우라 세이켄      | 13구 | 시마 사토시          | 14구 | 아사노 카츠히토     | 15구 | 무라타 케이지로   | 토카이          |
| 미에현     | 1구  | 나카이 히로시     | 2구  | 나카가와 마사하루    | 3구  | 오카다 가쓰야        | 4구  | 타무라 노리히사     | 5구  | 후지나미 타카오   | 토카이          |
| 시가현     | 1구  | 가와바타 다쓰오   | 2구  | 타케무라 마사요시    | 3구  | 이와나가 미네이치    |      |                     |      |                   | 킨키            |
| 교토부     | 1구  | 이부키 분메이     | 2구  | 오쿠다간생           | 3구  | 테라마에 겐          | 4구  | 노나카 히로무       | 5구  | 타니가키 사다카즈 | 킨키            |
| 교토부     | 6구  | 타마키 카즈야     |      |                      |      |                      |      |                     |      |                   | 킨키            |
| 오사카부   | 1구  | 츄우마 코우키     | 2구  | 사토 메구미          | 3구  | 타바타 마사히로      | 4구  | 마에다 타다시       | 5구  | 타니구치 타카요시 | 킨키            |
| 오사카부   | 6구  | 후쿠시마 유타카   | 7구  | 후지무라 오사무      | 8구  | 나카노 칸세이        | 9구  | 니시다 타케시       | 10구 | 돌담 가즈오       | 킨키            |
| 오사카부   | 11구 | 히라노 히로후미   | 12구 | 다루토코 신지        | 13구 | 니시노 햇빛          | 14구 | 나카무라 예일       | 15구 | 타케모토 나오카즈 | 킨키            |
| 오사카부   | 16구 | 키타가와 카즈오   | 17구 | 니시무라 신고        | 18구 | 나카야마 타로        | 19구 | 마츠나미 켄시로     |      |                   | 킨키            |
| 효고현     | 1구  | 이시이 하지메     | 2구  | 아카바 카즈요시      | 3구  | 도이 류이치          | 4구  | 이노우에 키이치     | 5구  | 타니 요이치       | 킨키            |
| 효고현     | 6구  | 고이케 유리코     | 7구  | 도이 다카코          | 8구  | 후유시바 테츠조      | 9구  | 미야모토 이치조     | 10구 | 시오타 스스무     | 킨키            |
| 효고현     | 11구 | 토이전철          | 12구 | 가와모토 사부로      |      |                      |      |                     |      |                   | 킨키            |
| 나라현     | 1구  | 타카이치 사나에   | 2구  | 타키 마코토          | 3구  | 오쿠노 세이스케      | 4구  | 마에다 타케시       |      |                   | 킨키            |
| 와카야마현 | 1구  | 나카니시 케스케   | 2구  | 키시모토 미츠조      | 3구  | 니카이 토시히로      |      |                     |      |                   | 킨키            |
| 돗토리현   | 1구  | 이시바 시게루     | 2구  | 아이자와 히데유키    |      |                      |      |                     |      |                   | 중국            |
| 시마네현   | 1구  | 호소다 히로유키   | 2구  | 다케시타 노보루      | 3구  | 카메이 히사오키      |      |                     |      |                   | 중국            |
| 오카야마현 | 1구  | 봉택이치로        | 2구  | 쿠마시로 아키히코    | 3구  | 히라누마 타케오      | 4구  | 하시모토 류타로     | 5구  | 무라타 요시타카   | 중국            |
| 히로시마현 | 1구  | 키시다 후미오     | 2구  | 아와야 토시노부      | 3구  | 카와이 카츠유키      | 4구  | 나카가와 히데나오   | 5구  | 이케다 유키히코   | 중국            |
| 히로시마현 | 6구  | 가메이 시즈카     | 7구  | 미야자와 기이치      |      |                      |      |                     |      |                   | 중국            |
| 야마구치현 | 1구  | 타카무라 마사히코 | 2구  | 사토우마코토2        | 3구  | 카와무라 타케오      | 4구  | 아베 신조           |      |                   | 중국            |
| 도쿠시마현 | 1구  | 센고쿠 요시토     | 2구  | 야마구치 슌이치      | 3구  | 암천가인             |      |                     |      |                   | 시코쿠          |
| 가가와현   | 1구  | 후지모토 타카오   | 2구  | 키무라 요시오        | 3구  | 오오노 요시노리      |      |                     |      |                   | 시코쿠          |
| 에히메현   | 1구  | 세키야 카츠히데   | 2구  | 무라카미 세이이치로  | 3구  | 오노 신야            | 4구  | 야마모토 코우이치   |      |                   | 시코쿠          |
| 고치현     | 1구  | 야마하라 켄지로우 | 2구  | 나카타니 겐          | 3구  | 야마모토 유지        |      |                     |      |                   | 시코쿠          |
| 후쿠오카현 | 1구  | 마츠모토 류       | 2구  | 야마자키 타쿠        | 3구  | 오타 세이이치        | 4구  | 와타나베 토모요시   | 5구  | 하라다 요시아키   | 큐슈            |
| 후쿠오카현 | 6구  | 코가 마사히로     | 7구  | 코가 마코토          | 8구  | 아소 다로            | 9구  | 키타하시 켄지       | 10구 | 지미 쇼자부로     | 큐슈            |
| 후쿠오카현 | 11구 | 야마모토 고조     |      |                      |      |                      |      |                     |      |                   | 큐슈            |
| 사가현     | 1구  | 하라구치 가즈히로 | 2구  | 이마무라 마사히로    | 3구  | 호리 코스케          |      |                     |      |                   | 큐슈            |
| 나가사키현 | 1구  | 니시오카 타케오   | 2구  | 큐마 후미오          | 3구  | 토라시마 카즈오      | 4구  | 카네코 겐지로우     |      |                   | 큐슈            |
| 구마모토현 | 1구  | 호소카와 모리히로 | 2구  | 노다 타케시          | 3구  | 마츠오카 토시카츠    | 4구  | 소노다 히로유키     | 5구  | 야가미아의        | 큐슈            |
| 오이타현   | 1구  | 무라야마 도미이치 | 2구  | 에토 세이시로        | 3구  | 하타 사카에 지로     | 4구  | 요코미츠 카츠히코   |      |                   | 큐슈            |
| 미야자키현 | 1구  | 나카야마 나리아키 | 2구  | 에토 타카미          | 3구  | 모치나가 카즈미      |      |                     |      |                   | 큐슈            |
| 가고시마현 | 1구  | 야스오카 오키하루 | 2구  | 소노다 오사무빛      | 3구  | 미츠시타 타다히로    | 4구  | 코사토 야스히로     | 5구  | 야마나카 사다노리 | 큐슈            |
| 오키나와현 | 1구  | 시라호 타이이치   | 2구  | 나카무라 세이지      | 3구  | 우에하라 야스시조    |      |                     |      |                   | 큐슈            |

### 이 선거로 비례구 당선
민주당   자민당   신진당   사민당   공산당 
|    | 홋카이도          | 토호쿠                | 키타칸토             | 미나미칸토            | 도쿄                | 호쿠리쿠 신에츠   | 토카이            | 킨키                   | 중국              | 시코쿠           | 큐슈                |
| -- | ----------------- | --------------------- | -------------------- | --------------------- | ------------------- | ----------------- | ----------------- | ---------------------- | ----------------- | ---------------- | ------------------- |
| 1  | 이케하타 세이치   | 호즈미 요시유키       | 나카소네 야스히로    | 이시바시 가즈야미     | 후카야 타카시       | 시라카와 카츠히코 | 산중?자           | 이케노보 야스코        | 노세 카즈코       | 오치 이다이라    | 에토우 세이치       |
| 2  | 스즈키 무네오     | 코바타 히로미치       | 칸다 아츠시          | 요네쓰 히토시         | 조지마 마사미츠     | 오자와 타츠오     | 카네코 카즈요시   | 타노세 료타로          | 사이토 데쓰오     | 엔도 카즈요시    | 아이노 코우이치로우 |
| 3  | 악연토시유키      | 미노리카와 히데후미   | 하나시 노부유키      | 하야마 슌             | 이시게?자           | 하기야마교엄      | 스즈키 요시오     | 히가시나카 미츠오      | 사쿠라우치 요시오 | 니시다 마모루    | 호리노우치 히사오   |
| 4  | 나카자와 켄지     | 이노우에 요시히사     | 에다노 유키오        | 나카무라 쇼우자부로우 | 후와 테츠조         | 호리고메 이쿠오   | 이나가키 미노루남 | 오오미 미기부          | 하야시 요시로     | 모리타 하지메    | 간자키 다케노리     |
| 5  | 코다마 켄지       | 쿠마가이 이치오       | 미야지 타다시개      | 시이 카즈오           | 쿠지라오카 효우스케 | 쿠와바라 유타카   | 후루카와 모토히사 | 오쿠야마 시게히코      | 이시바시 대길     | 고토 마사노리    | 야마시타 토쿠오     |
| 6  | 요시카와 타카모리 | 히노 이치로           | 카네코 미츠루광      | 이치카와 유이치       | 아즈마 쇼조         | 타치바나 코우타로 | 사사가와 켄쇼     | 이에니시 사토루        | 마스야 케이고     | 니시무라 아키라3 | 마츠모토유자        |
| 7  | 카네타 세이이치   | 사사야마 노보루생     | 모리야마 마유미      | 오자와 사키히토       | 야마하나 사다오     | 우루시바라 요시오 | 이시다행시로      | 쿠보 테츠지            | 타니가와화수      | 하루나 마코토장  | 나카니시 세키스케   |
| 8  | 마루야 카오리     | 마츠모토 젠메이       | 아오야마 후미        | 정 오쿠 사다오        | 타카하시 이치로     | 키지마 히데오     | 스기야마 노리오   | 스나다 케이스케        | 마사모리성2       |                  | 요시이 히데카츠     |
| 9  | 사토 다카유키     | 후타다 코지           | 사타 겐이치로        | 카와카미 노부오       | 사사키륙해          | 무라야마 타츠오   | 사카구치 치카라   | 코쿠타 케이지          | 히라바야시 코조   |                  | 타카기 요시아키     |
| 10 |                   | 콘타 야스스케         | 오오하타 아키히로    | 아마리 아키라         | 엔도을언            | 이치카와 야스오   | 오오이시 히데마사 | 아카마츠 마사오        | 가토 무쓰키       |                  | 토우게 요시유키     |
| 11 |                   | 하타케야마 켄지로우   | 나카지마 요지로      | 키타무라 테츠오       | 카이에다 반리       | 사카모토30차      | 콘도 쇼우이치     | 목편신                 | 노송전인          |                  | 오오하라 이치조     |
| 12 |                   | 엔도 토시아키         | 후쿠토메 야스시 창고 | 중 로마사히로         | 오자와 키요시       | 사카가미 토미오   | 아베기웅          | 히다 미요코            | 아키바 타다시리   |                  | 코가 잇세이         |
| 13 |                   | 오기노 코우키         | 야지마 츠네오        | 우에다 이사무         | 오타 아키히로       | 키타자와 세이코   | 카와사키 지로     | 쓰지모토 기요미        | 중 동신고         |                  | 미야지 카즈아키     |
| 14 |                   | 다마자와 토쿠이치로우 | 하스미 스스무        | 이토 시게루           | 나카지마 타케시민   |                   | 마에지마 히데유키 | 니시 히로요시          |                   |                  | 곤도오 츠네오       |
| 15 |                   | 겐바 코이치로         | 코바야시 마모루      | 오코노기 하치로       | 후지타 유키히사     |                   | 세코 유키코       | 이시이 이쿠코          |                   |                  | 카와우치 히로시     |
| 16 |                   | 스가와라 키쥬로       | 후타미 노부아키      | 토미타 시게유키       | 나카지마 타케시민   |                   | 히라타미 남       | 타니하타 타카시        |                   |                  | 시모지 미키오       |
| 17 |                   |                       | 후카다 하지메        | 사토 켄이치로         | 오치통웅            |                   | 키무라 타카히데   | 야마모토 타카후미      |                   |                  | 하마다 켄이치       |
| 18 |                   |                       | 우에타케 시게오      | 다나베 구니오         | 이시이 케이이치     |                   | 이토 츄지         | 야나기모토 타쿠지      |                   |                  | 후루겐 사네요시     |
| 19 |                   |                       | 타케야마 유리코      | 오오모리 타케시       | 이시이 코키         |                   | 카와이 마사토모   | 이노우에 카즈나리      |                   |                  | 쿠라타 사카키       |
| 20 |                   |                       | 신도 요시타카        | 요네다 켄조           |                     |                   | 오오무라 히데아키 | 후지타 스미            |                   |                  | 카카즈 치켄         |
| 21 |                   |                       | 호소카와 리츠오      | 우부카타 유키오       |                     |                   | 후쿠오카종야      | 사토 시게키            |                   |                  | 시마즈 히사시순     |
| 22 |                   |                       |                      | 타나카 카즈노리       |                     |                   | 쿠리하라 유타카강 | 사카우에 요시히데      |                   |                  | 사카이 타카노리     |
| 23 |                   |                       |                      | 마츠자키 키미아키     |                     |                   | 히라가 타카나리   | 요시다 오사무          |                   |                  | 이와타순개          |
| 24 |                   |                       |                      |                       |                     |                   |                   | 하라 겐자부로          |                   |                  |                     |
| 25 |                   |                       |                      |                       |                     |                   |                   | 십제일                 |                   |                  |                     |
| 26 |                   |                       |                      |                       |                     |                   |                   | 마에하라 세이지        |                   |                  |                     |
| 27 |                   |                       |                      |                       |                     |                   |                   | 카기타 세츠야          |                   |                  |                     |
| 28 |                   |                       |                      |                       |                     |                   |                   | 노다 미노루            |                   |                  |                     |
| 29 |                   |                       |                      |                       |                     |                   |                   | 나카가와 토모코        |                   |                  |                     |
| 30 |                   |                       |                      |                       |                     |                   |                   | 아사히도 야마와 야스시 |                   |                  |                     |
| 31 |                   |                       |                      |                       |                     |                   |                   | 후지키 요코            |                   |                  |                     |
| 32 |                   |                       |                      |                       |                     |                   |                   | 나카야마 마사키        |                   |                  |                     |
| 33 |                   |                       |                      |                       |                     |                   |                   | 야마모토 츠토무        |                   |                  |                     |

### 이 선거로 첫 당선
※첫 당선자 가운데, 참의원의원 경험자에게는 「※」의 표시가 있습니다.

#### 자유민주당
- 이이지마 타다요시
- 이시자키 가쿠
- 이마무라 마사히로
- 에토 사토시덕
- 오오이시 히데마사
- 오오노 마츠시게
- 오오무라 히데아키
- 오쿠야마 시게히코
- 카카즈 치켄
- 카와이 카츠유키

- 키무라 타카히데
- 쿠마가이 이치오
- 고노 다로
- 가와모토 사부로※
- 고바야시 타몬
- 사카우에 요시히데
- 사쿠라이욱3
- 사쿠라다 요시타카
- 사토 츠토무
- 시모지 미키오

- 시모무라 하쿠분
- 신도 요시타카
- 스가 요시히데
- 스나다 케이스케
- 소노다 오사무빛
- 타키 마코토
- 타케모토 나오카즈
- 타나카 카즈노리
- 타나카 쇼우이치
- 타나하시 야수후미

- 타니하타 타카시※
- 타무라 노리히사
- 토이전철
- 나카노 마사시
- 니시카와 코우야
- 노세 카즈코
- 노송전인
- 히라사와 카츠에이
- 마츠모토 카즈나
- 마츠모토 쥰

- 목편신
- 모리야마 마유미※
- 야시로 에이타※
- 야마구치 타이메이
- 요시카와 타카모리
- 요시다 로쿠자에몬
- 와타나베 토모요시
- 와타나베 히로미치
- 와타나베 요시미

#### 신진당
- 이케노보 야스코
- 돌담 가즈오
- 이치카와 야스오
- 우루시바라 요시오
- 이와쿠니 철인
- 카기타 세츠야
- 키타와키 야스유키
- 키무라 타로
- 아사히도 야마와 야스시
- 콘타 야스스케

- 사사키 요헤
- 시마 사토시
- 시마즈 히사시순
- 조지마 마사미츠
- 시라호 타이이치
- 스즈키 요시오
- 닷소 다쿠야
- 부택독굉
- 나카가와 마사하루
- 나카노 키요시

- 나카무라 예일※
- 나미키 마사요시
- 니시카와 사토루 수컷
- 니시다 타케시
- 니시노 햇빛
- 오기노 코우키※
- 하라구치 가즈히로
- 후쿠오카종야
- 마츠자키 키미아키
- 마츠나미 켄시로

- 마루야 카오리
- 미사와 쥰
- 야마나카 아키코
- 요시다 유키히로
- 요네쓰 히토시
- 악연토시유키

#### 민주당
- 아즈미 쥰
- 이에니시 사토루
- 이시게 에이코
- 우부카타 유키오
- 카와우치 히로시

- 키타무라 테츠오※
- 쿠와바라 유타카
- 콘도 쇼우이치
- 스에마츠 요시노리
- 중동신고

- 하야마 슌
- 히다 미요코※
- 후지타 유키히사
- 후루카와 모토히사
- 마츠모토유자

- 야마모토 조오지
- 와타나베 슈

#### 일본 공산당
- 오오모리 타케시
- 사사가와 켄쇼
- 세코 유키코
- 하루나 마코토장
- 히라가 타카나리

#### 사회민주당
- 쓰지모토 기요미
- 나카가와 토모코
- 후카다 하지메※
- 호사카 노부토

#### 무소속
- 이와나가 미네이치
- 츠치야 시나코
- 히라노 히로후미
- 모치즈키 요시오

### 이 선거로 복귀

#### 자유민주당
- 아사노 카츠히토
- 이시카와 요조
- 우에타케 시게오
- 에구치 카즈오
- 카메이 히사오키

- 고바야시 코키
- 스기우라 세이켄
- 스즈키 츠네오
- 다나베 구니오
- 나카야마 나리아키

- 하라다 요시아키
- 후지나미 타카오
- 마키노 타카모리
- 야나기모토 타쿠지

#### 신진당
- 이노우에 요시히사
- 사토 타카오
- 시오타 스스무
- 스가와라 키쥬로
- 타나카 케이슈

- 타마키 카즈야
- 나카니시 케스케
- 니시무라 아키라3
- 마에다 타다시

#### 민주당
- 이케다 모토히사
- 이토 츄지
- 센고쿠 요시토
- 나카자와 켄지
- 요코미치 타카히로
- 이와타순개

#### 일본공산당
- 이시이 이쿠코
- 카네코 미츠루광
- 키지마 히데오
- 코다마 켄지
- 십제일

- 중로마사히로
- 나카바야시 요시코
- 후지키 요코

#### 무소속
- 엔도 타케히코

### 이 선거로 은퇴·불출마

#### 자유민주당
- 우노 소스케
- 대석천8
- 카라사와 슌지로우
- 가와모토 토시오
- 고토우다 마사하루

- 타무라 겐
- 니카이도 스스무
- 니시메 쥰지
- 하마노강
- 후지오 마사유키

- 미즈노 키요시
- 미야자키 시게루1
- 미야자토 마츠마사

#### 신진당
- 에다 사쓰키
- 카네코 노리유끼개
- 토리 카즈오

#### 민주당
- 시마자키양
- 나카무라 마사오
- 하야카와 마사루

#### 사회민주당
- 이가라시광3
- 이시이 사토시
- 바위 스도시 요시오
- 엔도 노보루
- 대출슌

- 오오키 타다시오
- 카토 마게치
- 타케우치 타케시
- 타나카 츠네토시
- 전변성

- 나가이 타카시신
- 노사카코겐
- 마츠마에앙
- 미노 유미
- 야마구치학남

- 와다 사다오

#### 무소속
- 나라사키미지조
- 야마구치 도시오

### 이 선거로 낙선
신사회당·자유 연합은 전 의원이 낙선해, 의석을 잃었다.

#### 자유민주당
- 이마즈 히로시
- 우라노휴흥
- 오오우치계오
- 카타오카 타케시
- 카노 마사루

- 콘도철웅
- 사이토 후미아키
- 시오카와 마사주로
- 시가절
- 시치죠 아키라

- 타카하시 타츠오
- 타케우치려일
- 타자와 모치로
- 타나카 나오키
- 타하라 타카시

- 하라다헌
- 히라이즈미섭
- 와카바야시 마사토시
- 와타세헌명
- 와타나베성1

#### 신진당
(소선거구와비례구의 중복 입후보가 원칙으로서 용서되지 않았던 것도 있어, 많은 현직 의원이 낙선했다)
- 아베 쇼고
- 우에다 아키라홍
- 오오이시 마사미츠
- 패소지로
- 카와시마 마코토

- 쿠도 켄타로
- 코가 타카후미
- 사콘 마사오
- 사메지마 무네아키
- 시바노 다이조

- 시라사와 사부로
- 스도우 히로시
- 타카기 요스케
- 타케우치 유즈루
- 타나부 마사미

- 치바 쿠니오
- 츠카다연충
- 츠키하라 시게아키
- 츠치다 류시
- 토요타 쥰다낭

- 나카지마 마모루
- 나가하마 히로유키
- 나카무라 시광
- 노다 요시히코
- 야려아키히코

- 하츠무라 켄이치로우
- 히카사 카츠유키
- 히로토모 카즈오
- 광야윤사
- 호시노 유키오

- 마시코 데루히코
- 마츠오카 마스오
- 마츠다 이와오
- 모리모토 코지
- 야나기다 미노루

- 야마오카 켄지
- 야마구치나진남
- 야마자키 코타로
- 야마다 에이스케
- 야마다 히로시

- 야마다 마사히코
- 야마나 야스히데
- 야마모토 히로시
- 요네자와륭
- 와타나베 코이치로

#### 민주당
- 망 오카 유우
- 아라이 사토시
- 이가라시 후미히코
- 이케다 류이치
- 오카자키 토미코

- 코시이시 아즈마
- 고토 시게루
- 사토 칸쥬
- 사토 타이스케
- 타구치 켄지

- 타나카 쇼우이치
- 나가이 테츠오
- 나카지마 아키오
- 호소야 오사무통
- 마키노 세이슈

- 모리이 타다시양
- 야나세 스스무
- 야마자키 이즈미
- 와타나베가장

#### 일본공산당
- 이와사 에미

#### 사회민주당
- 이마무라 오사무
- 오가타극양
- 택등례지로

#### 신당 사키가케
- 이데 쇼이치
- 우사미 노보루
- 타카미 유우이치
- 타나카수정
- 토카이 키사부로

- 니시키오리순
- 미하라조언

#### 민주 개혁 연합
- 요시오카 켄지

#### 신사회당
- 오카자키 히로미
- 코모리 류방

#### 자유 연합
- 코이즈미신일
- 토쿠다 토라오

#### 무소속
- 세키야마 노부유키
- 나카무라 츠토무
- 야마시타 야스오

## 선거 후의 정국

### 국회
제138 특별국회
회기：1996년 11월 7일 - 11월 12일
- 중의원의장 선거

이토 소이치로(자민당)-497표 와타나베 코조(신진당)-1표 무효-1표
- 중의원부의장 선거

와타나베 코조(신진당)-498표 무효-1표
- 수반 지명 선거(중의원 의결)

하시모토 류타로(자민당)-262표 오자와 이치로(신진당)-152표 간 나오토(민주당)-51표 후와 테츠조(공산당)-26표 도이 다카코(사민당)-3표 무효-3표

## 참고서적
- 아사히 신문 선거 본부편 「아침해 선거 대관 제 41회 중의원 총선거 제 17회 참의원 통상 선거」(아사히 신문 1997년).